# Žores Ivanovič Alfërov
Žores Ivanovič Alfërov (in russo Жорес Иванович Алфёров?, traslitterato anche come Jores Ivanovich Alfiorov; Vitebsk, 15 marzo 1930 – San Pietroburgo, 1º marzo 2019) è stato un fisico e politico sovietico, dal 1991 russo.
Ha contribuito significativamente alla moderna fisica delle eterostrutture e all'elettronica.

## Biografia
Žores Alfërov è nato in una famiglia di discendenza mista russa ed ebraica. Nel 1952 si è laureato nell'Istituto Elettrotecnico V. I. Ul'janov (Lenin) di San Pietroburgo.
Dal 1953 ha lavorato all'Istituto Fisico-Tecnico Ioffe dell'Accademia delle Scienze dell'URSS, dal 1991 Accademia Russa delle Scienze. Dall'istituto ha avuto varie lauree. Una come "Candidate of Sciences in Technology" nel 1961 ed una come "Dottore di Scienze in Fisica e Matematica" nel 1970. È stato direttore dell'Istituto dal 1987.
È stato eletto membro corrispondente dell'Accademia delle Scienze dell'URSS nel 1972, e membro a pieno titolo nel 1979. Dal 1989 ne è vice presidente, nonché presidente del suo centro scientifico di San Pietroburgo. Dal 1995 è membro della Duma per il Partito Comunista della Federazione Russa.

## Area di ricerca
Dal 1962 lavora nel campo delle eterostrutture di semiconduttori. I suoi contributi alla fisica e tecnologia delle eterostrutture di semiconduttori, e specialmente le sue indagini sulle proprietà di iniezione, e allo sviluppo di laser, celle solari, LED, e dei processi di epitassia hanno portato alla nascita della moderna fisica ed elettronica delle eterostrutture.

## Riconoscimenti
- Premio Lenin (1972)
- Premio di Stato dell'URSS (1984)

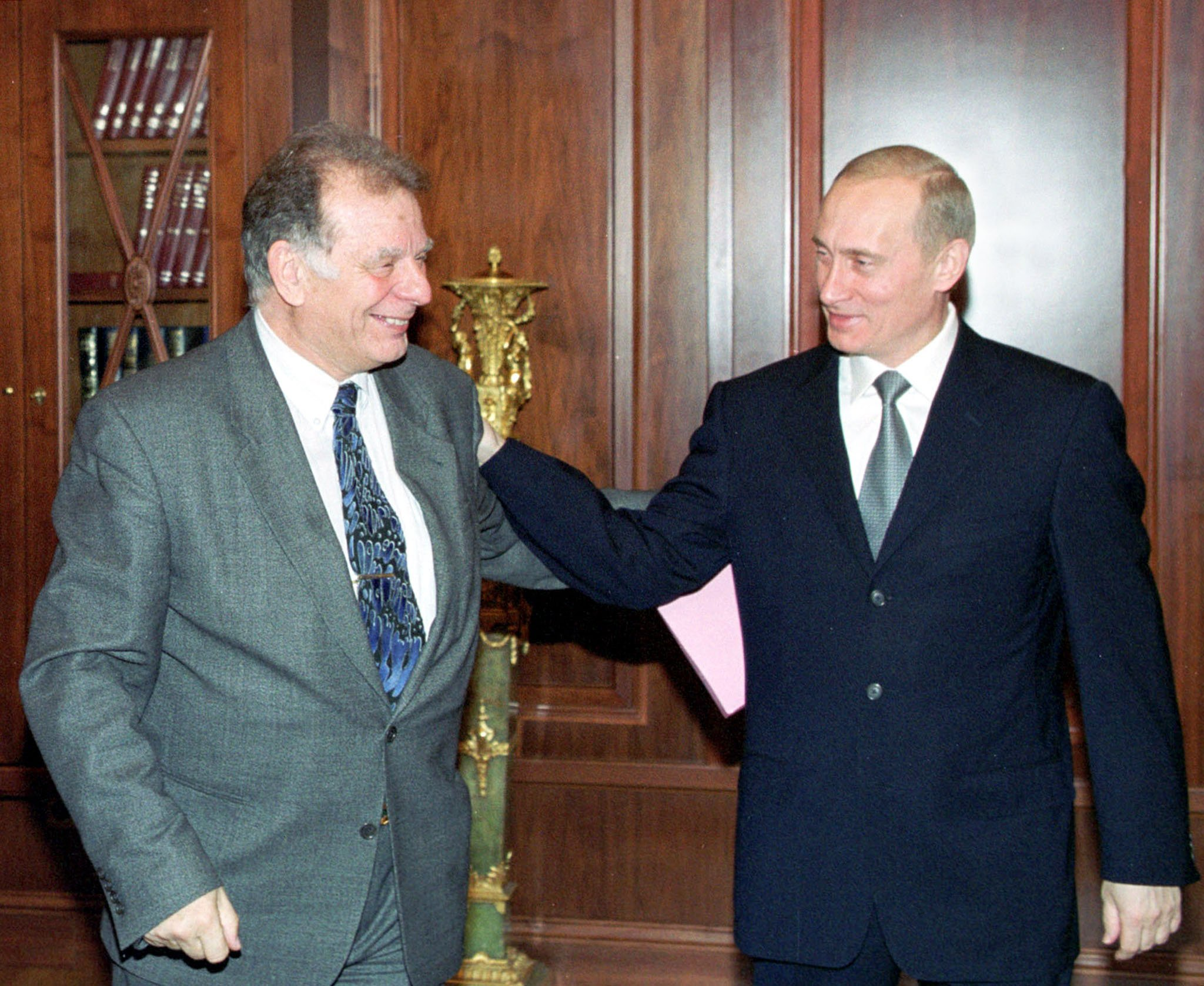
Alfërov e Putin

- Premio Ioffe (Accademia russa delle scienze, 1996)
- Premio Demidoff (1999)
- Premio Nobel per la fisica nel 2000 (insieme a Herbert Kroemer e Jack Kilby).
- Premio Kyōto per le Tecnologie Avanzate (2001)

## Fondazione Alfërov
La Fondazione Alfërov per il sostegno della scienza e della ricerca ha sede a San Pietroburgo. In Italia è presente una filiale della fondazione, con sede a Roma.